# دل‌شکن‌ها (فیلم ۲۰۰۱)
دل‌شکن‌ها (به انگلیسی: Heartbreakers) یک فیلم سینمایی آمریکایی کمدی رمانتیک سرقت به کارگردانی دیوید میرکین محصول سال ۲۰۰۱ است. بازیگران اصلی این فیلم سیگورنی ویور، جنیفر لاو هیوت، ری لیوتا، کری فیشر، جیسون لی، مایکل هیچکاک و جین هکمن می‌باشند.

## خلاصه داستان
ماکس» و «پیچ کانرز» (ویور و هیوبیت)، مادر و دختری هستند که با همکاری یک دیگر مردان ثروتمند را سرکیسه می‌کنند و …